# Iulian Risnoveanu
Iulian Risnoveanu – rumuński zapaśnik walczący w stylu wolnym. Srebrny medalista mistrzostw Europy w 1985; piąty w 1986 roku.